# Каноническая форма Вейра

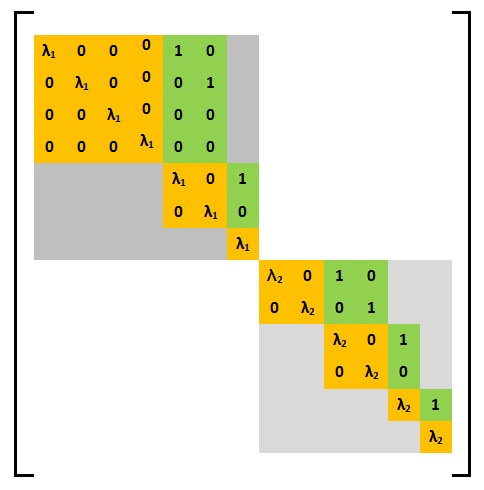
Пример общей матрицы Вейра, состоящей из двух блоков, каждый из которых - элементарная матрица Вейра. Одна элементарная матрица в верхнем левом углу имеет структуру (4,2,1), а другая (2,2,1,1).

Каноническая форма Вейра (форма Вейра, матрица Вейра, модифицированная форма Жордана, переупорядоченная форма Жордана, вторая форма Жордана, H-форма) — квадратная матрица удовлетворяющая определённым условиям, введена чешским математиком Эдуардом Вейром (чеш. Eduard Weyr) в 1885 году. 
Форма не получила широкого распространения в математических исследованиях, так как вместо неё использовалась близкая по предназначению, но отличная от неё каноническая форма Жордана. В связи с малой известностью форма переоткрывалась несколько раз. Известность форма приобрела в конце 1990-х — начале 2000-х годов в связи с применением в биоинформатике для филогенетических инвариантов.

## Определения

### Элементарная матрица Вейра
Элементарная матрица Вейра с собственным значением {\displaystyle \lambda } это {\displaystyle n\times n} матрица {\displaystyle W} следующего вида:
Пусть задано разбиение
{\displaystyle n_{1}+n_{2}+\cdots +n_{r}=n} числа {\displaystyle n}, где {\displaystyle n_{1}\geqslant n_{2}\geqslant \cdots \geqslant n_{r}\geqslant 1} такое, что, когда {\displaystyle W} рассматривается как блочная {\displaystyle r\times r}-матрица {\displaystyle (W_{ij})}, где {\displaystyle (i,j)}-й блок {\displaystyle W_{ij}} представляет собой матрицу {\displaystyle n_{i}\times n_{j}}, причём выполнены следующие три условия:
1. Блоки главной диагонали {\displaystyle W_{ii}} являются {\displaystyle n_{i}\times n_{i}}-скалярными матрицами {\displaystyle \lambda I}, где {\displaystyle i=1,\ldots ,r}.
2. Блоки первой наддиагонали {\displaystyle W_{i,i+1}} являются {\displaystyle n_{i}\times n_{i+1}}-матрицы полного столбцового ранга, имеющая ступенчатый вид по строкам (то есть единичная матрица, за которой следуют нулевые строки), где {\displaystyle i=1,\ldots ,r-1}.
3. Все остальные блоки матрицы {\displaystyle W} являются нулевыми (то есть {\displaystyle W_{ij}=0}, где {\displaystyle j\neq i,i+1}).

В данном случае говорят, что {\displaystyle W} имеет структуру Вейра {\displaystyle (n_{1},n_{2},\ldots ,n_{r})}.
Пример элементарной матрицы Вейра:
{\displaystyle W={}}{\displaystyle {}={\begin{bmatrix}W_{11}&W_{12}&&\\&W_{22}&W_{23}&\\&&W_{33}&W_{34}\\&&&W_{44}\\\end{bmatrix}}.}
В данной матрице {\displaystyle n=10} и {\displaystyle n_{1}=4,\ n_{2}=2,\ n_{3}=2,\ n_{4}=1}. Таким образом, матрица {\displaystyle W} имеет структуру Вейра {\displaystyle (4,2,2,1)}. Также
{\displaystyle W_{11}={\begin{bmatrix}\lambda &0&0&0\\0&\lambda &0&0\\0&0&\lambda &0\\0&0&0&\lambda \\\end{bmatrix}}=\lambda I_{4},\quad W_{22}={\begin{bmatrix}\lambda &0\\0&\lambda \\\end{bmatrix}}=\lambda I_{2},\quad W_{33}={\begin{bmatrix}\lambda &0\\0&\lambda \\\end{bmatrix}}=\lambda I_{2},\quad W_{44}={\begin{bmatrix}\lambda \\\end{bmatrix}}=\lambda I_{1}}
и
{\displaystyle W_{12}={\begin{bmatrix}1&0\\0&1\\0&0\\0&0\\\end{bmatrix}},\quad W_{23}={\begin{bmatrix}1&0\\0&1\\\end{bmatrix}},\quad W_{34}={\begin{bmatrix}1\\0\\\end{bmatrix}}.}

### Общая матрица Вейра
Пусть {\displaystyle W} — квадратная матрица, а {\displaystyle \lambda _{1},\ldots ,\lambda _{k}} — различные собственные значения матрицы {\displaystyle W}. Говорят, что {\displaystyle W} — форма Вейра (или матрица Вейра), если {\displaystyle W} имеет следующий вид:
{\displaystyle W={\begin{bmatrix}W_{1}&&&\\&W_{2}&&\\&&\ddots &\\&&&W_{k}\\\end{bmatrix}},}
где {\displaystyle W_{i}} — элементарная форма Вейра с собственным значением {\displaystyle \lambda _{i}}, где {\displaystyle i=1,\ldots ,k}.

## Применения формы Вейра
Некоторые известные применения формы Вейра:
1. Форма Вейра может быть использована для упрощения доказательства теоремы Герстенхабера, которая утверждает, что подалгебра, порождённая двумя коммутирующими {\displaystyle n\times n}-матрицами, имеет размерность не больше {\displaystyle n}.
2. Множество конечных матриц называется приближённо совместно диагонализуемым, если они могут быть возмущены до совместно диагонализуемых матриц. Форма Вейра используется для доказательства приближённой совместной диагонализации различных классов матриц. Свойство приближённой совместной диагонализуемости применяется при изучении филогенетических инвариантов в биоинформатике.
3. Форма Вейра может быть использована для упрощения доказательств неприводимости определённого ряда из всех возможных k-кортежей из коммутирующих матриц.